# Knutsford
Knutsford è una cittadina di 19.607 abitanti della contea del Cheshire, in Inghilterra.
È nota per essere la sede dell'azienda videoludica Traveller's Tales.